# Только ты (фильм, 1999)
«Только ты» (хинди सिर्फ तुम, Sirf Tum) — индийская мелодрама Агатияна, снятая на языке хинди и вышедшая в прокат 4 июня 1999 года. Ремейк тамильской ленты Kadhal Kottai того же режиссёра.

## Сюжет
Простой парень Дипак (Капур) находит в Дели дамскую сумку, которая оказалась украдена в поезде у Арти (Гилл), симпатичной девушки из хорошей семьи. В сумке лежат важные документы, поэтому Дипак отправляется на почту и посылает сумку её владелице. Девушка пишет ему в ответ письмо, в котором благодарит его за помощь. Так начинается их переписка. Через некоторое время они понимают, что влюблены, и хотят встретиться. Однако они оба не знают, как выглядит их возлюбленный. Это приводит к разным недоразумениям. К тому же начальница Дипака (Сен) тоже влюблена в него и пытается завоевать его любовь.

## В ролях
- Санджай Капур — Дипак
- Прия Гилл — Арти
- Сушмита Сен — Неха, начальница Дипака
- Джеки Шрофф — Притам, водитель авто-рикши
- Салман Хан — Прем, жених Арти
- Мохниш Бехл — Ранджит
- Джонни Левер — Ниранджан
- Кадер Хан — телефонный оператор

## Саундтрек
Вся музыка написана дуэтом Надим-Шраван.
| №  | Название                           | Исполнители                                 | Длительность |
| -- | ---------------------------------- | ------------------------------------------- | ------------ |
| 1. | «Pehli Pehli Baar Mohabbat Ki Hai» | Алка Ягник, Кумар Сану                      | 7:39         |
| 2. | «Sirf Tum»                         | Анурадха Паудвал, Харихаран                 | 6:00         |
| 3. | «Dilbar»                           | Алка Ягник, хор                             | 5:46         |
| 4. | «Panchhi Sur Mein Gate Hain»       | Удит Нараян                                 | 6:28         |
| 5. | «Ek Mulaqat Zaruri Hai Sanam»      | Амин Сабри, Фардин Сабри                    | 12:13        |
| 6. | «Uparwala Apne Saath Hai»          | Кумар Сану                                  | 6:01         |
| 7. | «Dekho Zara Kaise Balkhake Chali»  | Гурдас Маан                                 | 6:00         |
| 8. | «Sirf Tum»                         | Анурадха Паудвал                            | 6:00         |
| 9. | «Ek Mulakat Zaruri Hai Sanam»      | Амин Сабри, Фардин Сабри, Джаспиндер Нарула | 12:13        |

«Ek Mulaqat Zaruri Hai Sanam» gпредставляет собой каввали, а «Dekho Zara Kaise Balkhake Chali» — песню в пенджабском стиле. В целом, по мнению, Мандипа Бахры саундтрек к фильму содержит среднее количество хороших композиций, Шармила Таликулам, напротив, сочла, что только две песни «Sirf Tum» и «Dilbar» достойны прослушивания.
В 2018 году песня «Dilbar» была перепета для фильма Satyamav Jayate. Новая версия, спетая Нехой Каккар и Двани Бханусали, имеет арабское звучание и включает в себя голос Алки Ягник. Несколько строк речитатива были начитанны Иккой.

## Оценка критиков и кассовые сборы
Шармила Таликулам в рецензии для портала Rediff.com написала, что «фильм чересчур изобилует слащавостью… У нас уже были такие фильмы, как «Непохищенная невеста» и «Кто я для тебя?», которые рассказывали об индийских традициях и культуре, по крайней мере, они делали это гораздо более убедительно».
При бюджете в 30 млн рупий, фильм собрал в Индии, где он демонстрировался в 80 кинотеатрах, около 93 млн, из низ 13,5 в первую неделю проката. Сборы за границей составили 10 млн рупий (235 тыс. долларов), из них около 50 тыс. долларов было собрано в США, где фильм демонстрировался в 14 кинотеатрах.